# Atlantiaans

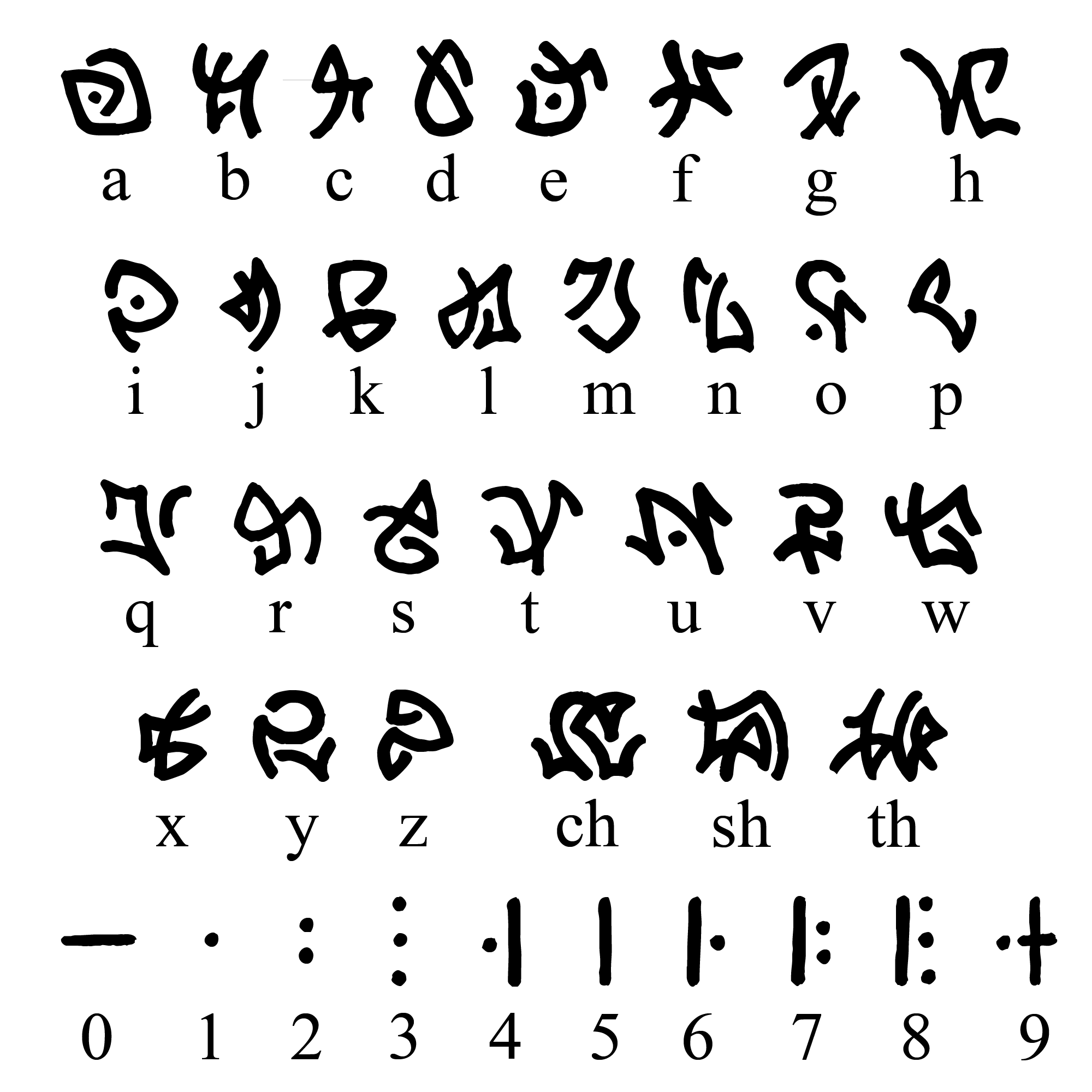
Atlantiaans alfabet

Atlantiaans is een kunsttaal ontwikkeld voor de Disney filmfranchise die begon met Atlantis: De verzonken stad. De taal is ontwikkeld door Marc Okrand, en is door de auteurs van de filmserie bedoeld als een soort vooroudertaal, die gebruik maakt van een vocabulaire dat getrokken is uit verschillende indo-europese talen. De grammatica is erg specifiek en wordt gekenmerkt door agglutinatie. Voor de grammatica heeft Okrand zich laten inspireren door het Sumerisch en inheemse talen van Amerika.